# Ekonomia dobrobytu
Ekonomia dobrobytu (ang. welfare economics).  – teoria ekonomiczna, która stanowi integralną część klasycznej szkoły ekonomii. 
Współcześnie ekonomia dobrobytu określona jest jako podstawa polityki społeczno-gospodarczej państwa. Zagadnienia rozważane w jej ramach to m.in.: sposób zorganizowania sprawnie funkcjonującej gospodarki, konstrukcja właściwego systemu podatkowego czy metoda optymalnego zróżnicowania dochodów. Jest czasem zaliczana do ekonomii normatywnej, a nie pozytywnej, choć klasyczni autorzy tego nurtu, jak Pigou i Kaldor, zaznaczali że ekonomia powinna być ściśle pozytywna i zewnętrzna w stosunku do polityki. 
Ekonomia dobrobytu w wymiarze teoretycznym definiuje kryteria wyboru społecznego, a na poziomie praktycznym stosuje te kryteria do oceny gospodarek opartych na różnych instytucjach (rządzie, rynku) w celu identyfikowania wyboru najbardziej pożądanego. Nową gałąź wysoce abstrakcyjnej ekonomii dobrobytu, zwaną nową ekonomią polityczną, teorią wyboru publicznego, stworzyła praca Kennetha Arrowa o paradoksie głosowania. Zagadnienie ekonomii dobrobytu rozważa również Amartya Sen.
Dziedzina ekonomii dobrobytu jest związana z dwoma podstawowymi twierdzeniami. Pierwsze z nich mówi, że przy określonych założeniach, rynki na których panuje konkurencja doskonała prowadzą do osiągnięcia optymalnej (w sensie słabego optimum Pareto) alokacji zasobów. Jest to formalizacja metafory niewidzialnej ręki rynku Adama Smitha. Drugie twierdzenie ekonomii dobrobytu mówi, że przy spełnieniu określonych założeń, dowolne optimum Pareto utrzymuje się jako dynamiczna równowaga rynkowa. Oznacza to, że możliwe jest przejście do preferowanego optimum (określonego według funkcji dobrobytu społecznego) przy pomocy redystrybucji, i pozostawienie go jako nowej wolnorynkowej dynamicznej równowagi. Ekonomia dobrobytu wskazują także na możliwe przyczyny zawodności rynku, która ma miejsce, gdy założenia podstawowych twierdzeń nie są spełnione (np. gdy występuje asymetria informacyjna).

## Historia
Dla Adama Smitha, Davida Ricarda i Johna Milla wzrost dobrobytu oznaczał przeważnie wzrost wytworzonego produktu. W klasycznej teorii niewidzialnej ręki rynku przyjęto ponadto, że leseferyzm zapewni maksymalny dobrobyt, co było rozumiane w ten sposób, że rynek potrafi dokonywać optymalnej alokacji ustalonej ilości zasobów między alternatywne zastosowania dzięki cenom równoważącym popyt z podażą. 
Autorzy wierni tradycji użytecznościowej traktowali dobrobyt jako sumę użyteczności gospodarstw domowych, a alokacja maksymalizująca tak pojmowany dobrobyt opisywana była jako optymalna alokacja zasobów np. Jeremy Bentham zakładał, że dobrobyt łączny jest arytmetyczną sumą dobrobytów indywidualnych i że można je porównywać. 
Istotnym narzędziem analizy ekonomii dobrobytu była teoria renty konsumenta sformułowana przez Alfreda Marshalla. Według Marshalla przyrosty tej renty, która może być pewną miarą satysfakcji konsumentów, a więc dobrobytu społecznego, są mniejsze przy wysokich dochodach niż przy dochodach niskich. Stąd jego teza, że bardziej równomierny podział dochodu narodowego musi prowadzić do zwiększenia ogólnych rozmiarów renty konsumenta, a więc do maksymalizacji dobrobytu społecznego. Związana była z tym polityka progresywnego opodatkowania dochodów i pomoc dla biednych. 
Kwestie dobrobytu nie mogły być jednakże rozwijane w pełni z uwagi na dążenie do traktowania ekonomii jako nauki pozytywnej, a więc zajmującej się opisem faktów i wzajemnych zależności w gospodarce. Neoklasycy konsekwentnie bowiem oddzielali problemy normatywne związane z etyką i sądami wartościującymi. Przekonanie, że ekonomia dobrobytu powinna być wolna od oceny wartościującej, związane było również z nazwiskiem Vilfreda Pareta. Jeszcze w latach 30. XX w. ekonomiści sądzili, że można posługiwać się optymalnością Pareta do oceny gospodarki bez wypowiadania sądów wartościujących. Próbowano formułować warunki, w których równowaga ogólna osiągnie optimum Pareta, co miało mieć znaczenie dla dobrobytu społecznego i efektywnej alokacji zasobów. 
Choć rozróżnienie między teorią ekonomii a polityką ekonomiczną nastąpiło już w drugiej połowie XIX w., próbę rozwinięcia formalnej teorii dobrobytu na cele polityki gospodarczej podjął dopiero w XX w. Arthur Pigou, który uważany jest za twórcę teorii dobrobytu. Jego praca The Economics of Welfare (1920) usankcjonowała oficjalną nazwę tej dyscypliny i stała się podstawą określonej orientacji teoretycznej. 
W historii myśli ekonomicznej uznany jest podział na „starą" ekonomię dobrobytu opartą na utylitarystycznej podstawie (m.in. Jeremy Bentham, John S. Mill, Francis Edgeworth, Arthur Pigou) i „nową" ekonomię dobrobytu, która przyjęła zasady analizy Pareta.
Dalszym rozwinięciem modelu Pareta jest efektywność Kaldora-Hicksa. Uwzględnia ona dodatkowo możliwość kompensacji strat ponoszonych przez podmioty w nowej równowadze z zysków innych uczestników rynku. Przykładowo, polityka wolnego handlu może zapewniać ogółowi społeczeństwa rozproszoną korzyść w postaci obniżonych w nieznacznym stopniu cen towarów, jednocześnie znacząco krzywdząc małą grupę społeczną dotychczasowych lokalnych producentów, która przestaje być konkurencyjna. Wolny handel może być w ogólnym bilansie korzystny, jednak pełna efektywność w sensie Kaldora-Hicksa wymaga, aby część tego zysku została wykorzystana jako kompensacja strat poszkodowanej grupy. O ile do lat 90. XX wieku było to uważane za możliwość teoretyczną, późniejsze analizy skutków umów handlowych USA z Chinami i Meksykiem pokazały, że niska mobilność ludności i wysoka sztywność płac rzeczywiście powodują dotkliwe długotrwałe negatywne efekty społeczne wśród robotników.

## Podstawowe twierdzenia
Istnieją dwa fundamentalne twierdzenia ekonomii dobrobytu opisujące związek pomiędzy wolnokonkurencyjnymi rynkami  a efektywnością ekonomiczną w rozumieniu słabego optimum Pareta:
1. Każda gospodarka, w której istnieje konkurencja rynkowa, jest efektywna w rozumieniu Pareta
2. Za pośrednictwem mechanizmu konkurencji rynkowej można – dokonując odpowiedniej redystrybucji wyjściowego podziału dochodów – osiągnąć każdą efektywną w rozumieniu Pareta alokację zasobów[8]

Założenia leżące u podstaw modelu:
1. Rynki są kompletne – koszty transakcji są zerowe, dzięki czemu podmioty rynkowe dysponują doskonałą informacją,
2. Ceny nie są kontrolowane ani ograniczone – na rynku nie ma monopoli, ani wysokich barier wejścia i wyjścia

Twierdzenia te zostały wyprowadzone matematycznie m.in. przez Kennetha Arrowa i Gérarda Debreu w ich modelu równowagi ogólnej. Założenia twierdzeń wskazują na potencjalne źródła zawodności rynków, i rolę regulatora publicznego w przeciwdziałaniu im.